# Distretto di Rushinga
Il distretto di Rushinga è uno dei sette distretti che compongono la provincia del Mashonaland Centrale, in Zimbabwe.Ha una popolazione di 76.876 abitanti nel 2022.

## Demografia
| Anno (Censimento) | Popolazione |
| ----------------- | ----------- |
| 2002              | 67.187      |
| 2012              | 74.040      |
| 2022              | 76.876      |